# Rafel Vich i Bennàssar
Rafel Vich i Bennàssar (Felanitx, 24 de març del 1893 – Palma, 29 de gener del 1945) va ser un músic mallorquí.
Rebé la seva formació musical de Josep Massot, Vicenç Maria de Gibert i Felip Pedrell. Posteriorment estudià (1914-1921) al Seminari conciliar de Sant Pere, a Ciutat de Mallorca, on va fer d'organista. Ordenat el 1921, va ser catedràtic de música al Seminari de Sant Pelagi de Còrdova (1921-1931), càrrec que compaginà amb els d'organista i mestre de capella de la catedral de Còrdova. De tornada a Mallorca, va ser organista de la de la Seu palmesana (1931-1945) i professor del Conservatori Professional de Música i Dansa de les Illes Balears en el període 1931-1945. Entre els seus alumnes tingué a Bernat Julià, Antoni Riera Estarelles i el futur pedagog, músic i compositor Antoni Martorell. Era cosí de l'escriptor i polític Joan Estelrich.
Com a compositor fou autor del Petit oratori de Lluc i d'altres peces de música sacra. També fou responsable del llibre Melodies populars de Felanitx i Llucmajor (1944).

## Obres
- Ante diem Paschae, per a 4 veus mixtes
- Ave Maria Stella (1942)
- L'encontrada (1944)
- Himno a Nuestra Señora de Lluch
- Petit oratori de Lluc (1943), amb lletra d'Antoni Caimari
- Salve Lucana (1944)
- Salve Regina (1940)